# جيفانيلدو دا سيلفا
جيفانيلدو دا سيلفا (بالبرتغالية: Giva‏) (3 يناير 1993 في البرازيل - ) هو لاعب كرة قدم برازيلي في مركز الهجوم. لعب مع نادي سانتوس ونادي كوريتيبا ونادي ياغوستيرا وEsporte Clube Água Santa ‏.

## وصلات خارجية
- جيفانيلدو دا سيلفا على موقع قاعدة بيانات كرة القدم.إي يو (الإنجليزية)
- جيفانيلدو دا سيلفا على موقع Soccerway.com (الإنجليزية)
- جيفانيلدو دا سيلفا على موقع AS.com (الإسبانية)